# Albert Brooks
Albert Brooks, właściwie Albert Lawrence Einstein (ur. 22 lipca 1947 w Los Angeles) – amerykański aktor, reżyser i scenarzysta filmowy.

## Życiorys
Syn aktorskiej pary Thelmy Leeds i Harry’ego Parke’a.
W 1988 otrzymał nominację do Oscara za drugoplanową rolę w filmie Telepasja (1987; reż. James L. Brooks).
Zagrał główne role we wszystkich reżyserowanych przez siebie filmach, jest także autorem scenariuszy do każdego z nich.

## Aktor
- Taksówkarz (1976) jako Tom
- Real Life (1979) jako Albert Brooks
- Szeregowiec Benjamin (1980) jako Yale Goodman
- Modern Romance (1981) jako Robert Cole
- Strefa mroku (1983) jako Norman Robbins
- Twoja niewierna (1984) jako Norman Robbins
- Zagubieni w Ameryce (1985) jako David Howard
- Telepasja (1987) jako Aaron Altman
- W obronie życia (1991) jako Daniel Miller
- Potyczki z Jeannie (1994) jako Burke Adler
- Selekcjoner (1994) jako Al Percolo (współautor scenariusza)
- Matka (1996) jako John Henderson
- Intensywna terapia (1997) jako dr Butz
- Co z oczu, to z serca (1998) jako Richard Ripley
- Muza (1999) jako Steven Phillips
- Mój pierwszy książę (2001) jako Randall Harris
- Teściowie (2003) jako Jerry Peyser
- Humor Orientu (2005) jako Albert Brooks

## Reżyser i scenarzysta
- Real Life (1979)
- Nowoczesny romans (1981)
- Zagubieni w Ameryce (1985)
- W obronie życia (1991)
- Mamuśka (1996)
- Muza (1999)
- Humor Orientu (2005)

## Obsadadubbingu
- Dr Dolittle (1998) – tygrys Jacob
- Gdzie jest Nemo? (2003) – Marlin
- Simpsonowie: Wersja kinowa (2007) – Russ Cargill